# فيليب فرينش
فيليب فرينش (بالإنجليزية: Phillip French) هو سياسي أمريكي، ولد في 13 فبراير 1666 في سوفولك في المملكة المتحدة، وتوفي في 1700 في نيويورك في الولايات المتحدة. انتخب عمدة مدينة نيويورك (1702 – 1703).